# District de Chamba
Le district de Chamba  (hindi : चंबा जिला) est un district de l'état de l'Himachal Pradesh en Inde.

## Géographie
Sa population de 519 080 habitants (en 2011) pour une superficie de 6 522 km2.

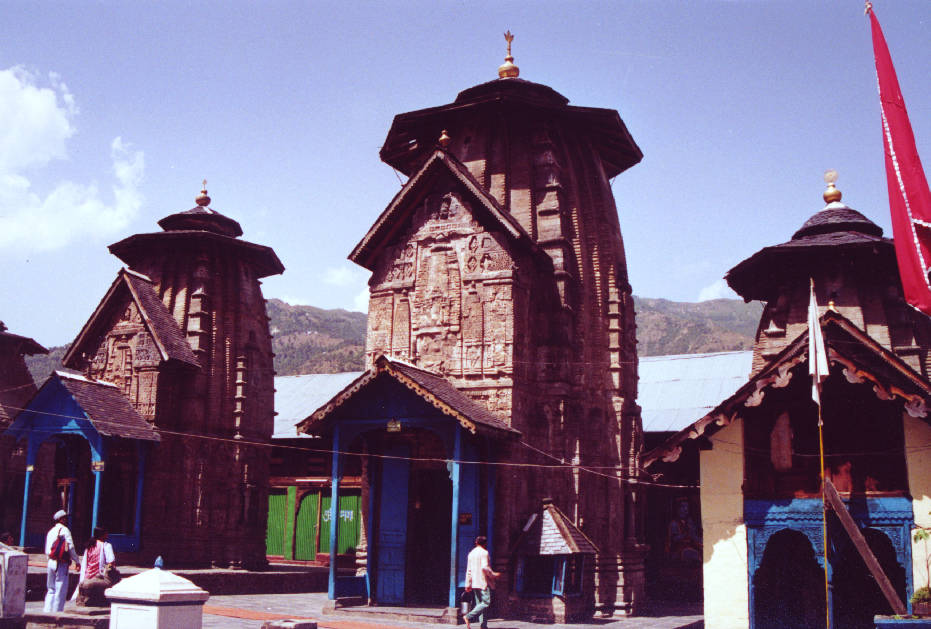
Le temple Laxminarayan de Chamba.